# سودیپ
سودیپ (به انگلیسی: Sudeep) یک بازیگر، تهیه‌کننده و کارگردان هندی است که بیشتر برای ایفای نقش در فیلم مگس شهرت دارد.

## فیلم‌ها
- ارجن ۲۰۰۳
- هوبلی ۲۰۰۶
- فوت کردن ۲۰۰۸
- فوت کردن ۲ ۲۰۱۰
- نبرد ۲۰۱۰
- تاریخچه خون ۲۰۱۰
- مگس ۲۰۱۲
- ببر ۲۰۱۵
- تایگر زنده است ۲۰۱۷
- خلافکار ۲۰۱۸
- نترس ۳ ۲۰۱۹
- زنده باد ناراسیما ردی ۲۰۱۹
- پهلوان ۲۰۱۹
- ویکرانت رونا ۲۰۲۲

## جوایز
- ۳ سال متوالی برنده جایزهٔ فیلم‌فیر برای بهترین بازیگر مرد - کانارا (برای فیلم‌های هوچا[۲]، ناندی[۳] و سواتی موتو[۴])
- ۳ سال متوالی نامزد جایزهٔ فیلم‌فیر برای بهترین بازیگر مرد - کانارا (برای فیلم‌های فقط مات متلی، کمپ گوئدا و موسانجه ماتو)
- نامزد جایزهٔ فیلم‌فیر برای بهترین بازیگر مرد - کانارا (در فیلم باچان)
- برنده جایزهٔ فیلم‌فیر برای بهترین بازیگر مرد - کانارا (در فیلم سواتی موتو)
- برنده جایزهٔ فیلم‌فیر برای بهترین بازیگر مرد - کانارا (در فیلم لَمس)
- برنده جایزهٔ فیلم‌فیر برای بهترین بازیگر مرد مکمل - تلگو (در فیلم مگس)
- برنده بهترین شرور (در فیلم مگس)
- برنده بهترین جنگ «مگس/نانی در برابر سودیپ» (در فیلم مگس)
- برنده جایزه سیما برای بهترین بازیگر نقش منفی (در فیلم مگس)
- نامزد بهترین بازیگر مرد نقش مکمل در جشنواره بین‌المللی فیلم مادرید (در فیلم مگس)
- برنده جایزه فیلم ایالت کارناتاکا برای بهترین بازیگر مرد (در فیلم ناندی)
- نامزد جوایز بین‌المللی فیلم جنوب هند (در فیلم کمپ گوئدا)
- نامزد جوایز بین‌المللی فیلم جنوب هند (در فیلم باچان)
- برنده جایزه فیلم ساوارنا برای بهترین کارگردانی (در فیلم ماداکاری شجاع)
- نامزد جایزه فیلم ساوارنا به عنوان ستاره جفت از سال (در فیلم ماداکاری شجاع)
- نامزد جایزه فیلم ساوارنا برای بهترین کارگردانی (در فیلم در فقط مات متلی)
- نامزد جایزه فیلم ساوارنا برای بهترین بازیگر مرد (در فیلم در فقط مات متلی)
- برنده جایزه فیلم ساوارنا برای بهترین بازیگر مرد (در فیلم ویشنوواردانا)